# William Beck Ochiltree

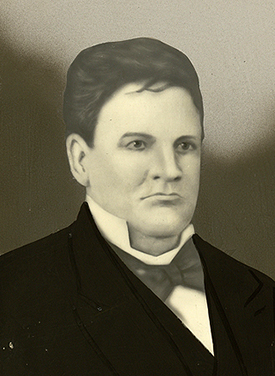
William Beck Ochiltree

William Beck Ochiltree (* 18. Oktober 1811 in Fayetteville, North Carolina; † 27. Dezember 1867 in Jefferson, Texas) war ein US-amerikanischer Siedler, Richter und Politiker in Texas.

## Werdegang
Ochiltrees Familie lebte einige Zeit in Florida und später in Alabama, wo er als Anwalt zu praktizieren begann. Er zog dann 1839 nach Nacogdoches in der Republik Texas und setzte dort seine Tätigkeit als Anwalt fort. In der Folge war er Richter des fünften Gerichtsbezirks, 1844 Finanzminister (Secretary of the Treasury) der Republik, 1845 Adjutant General, sowie Delegierter im Konvent von 1845.
Nachdem Texas den Vereinigten Staaten beigetreten war, kandidierte er 1853 als Whig für das Amt des Gouverneurs, unterlag aber dem Demokraten Elisha M. Pease. 1855 wurde er in das sechste Repräsentantenhaus von Texas gewählt. Im Vorfeld des Bürgerkrieges nahm Ochiltree am texanischen Sezessionskonvent von 1861 teil; danach wurde er Deputierter im provisorischen Kongress der Konföderierten Staaten von Amerika. Er trat aber schon nach kurzer Zeit zurück, kehrte nach Texas heim und trat einem Regiment bei. Sein schlechter Gesundheitszustand zwang ihn 1863 zum Rücktritt. Er lebte danach bis zu seinem Tod in Jefferson.

## Würdigung
Das Ochiltree County und der Ort Ochiltree wurden ihm Ehren William Beck Ochiltrees nach ihm benannt.